# Pentagram (banda)
Pentagram é uma banda norte-americana de heavy metal originária da Virginia, Estados Unidos. É considerada uma das  precursoras do estilo musical conhecido como doom metal. Formada em 1971, foi uma banda de popularidade baixa durante os anos 70: gravaram algumas demos e fitas K7, mas não lançaram um álbum completo até 1985. A banda sempre esteve mudando de integrantes ao longo da história, sendo que o único membro constante é o vocalista Bobby Liebling. Muitos de seus membros participaram em bandas como Raven, Place of Skulls, Spirit Caravan e várias outras.
Em 1980 o guitarrista Victor Griffin criou uma banda de doom metal chamada Death Row. Pouco depois, o baixista Martin Swaney, o baterista Joe Hasselvander e o vocalista Bobby Liebling juntaram-se ao grupo e gravaram duas demos entre 1982 e 1983. Em 1983, mudaram seu nome para Pentagram e lançaram em 1985 o primeiro álbum, chamado simplesmente Pentagram. Depois da gravação do segundo álbum, Day of Reckoning (1987), a banda entra em hiato.  Nos anos 90, o Pentagram voltou e apresentou o terceiro álbum, Be Forewarned (1994). Dois dos integrantes saíram e a banda ficou como um duo, com Liebling nos vocais e Hasselvander tocando todos os instrumentos. Após os discos  Review Your Choices  (1999) e Sub-Basement (2001)  serem lançados, Hasselvander deixou o grupo. Com novos membros, sai o álbum Show 'em How em 2004, mas o Pentagram pausa suas atividades novamente.
No ano de 2008 a banda retorna aos palcos, com Bobby Leibling, Victor Griffin e outros músicos, e gravaram dois CDs desde então:  Last Rites (2011) e Curious Volume (2015).

## História

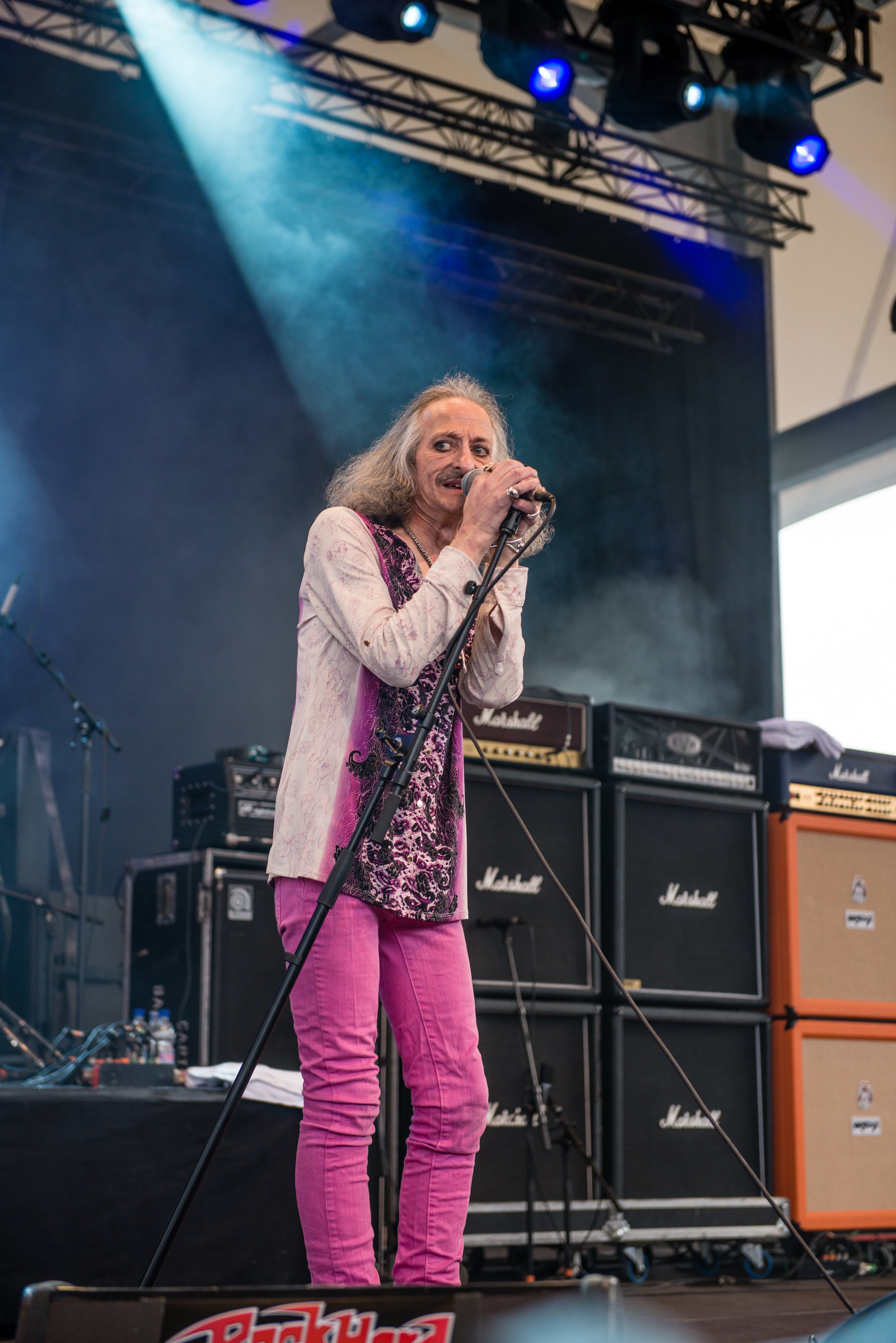
Bobby Liebling em show com Pentagram em 2015

No outono de 1971, Bobby Liebling e Geof O'Keefe, decidiram abandonar suas bandas anteriores (Shades of Darkness e Space Meat) para formar uma nova banda que refletiam seu interesse em bandas de Hard Rock e Stoner Rock. como UFO, Uriah Heep, Sir Lord Baltimore e Black Sabbath. Por sugestão de Liebling, o grupo se chamaria Pentagram, um símbolo que refletia o tema de suas letras, e o tema que a banda estava. Embora a banda mudou de nome em vários momentos (Virgin Death, Wicked Angel e Macabre), voltaram para o nome anterior (Pentagram), e decidiram mantê-lo. Ao contrário do que alguns pensam, a banda Pentagram nunca se chamou Stone Bunny, mas sim, a banda que Liebling tocava (Space Meat), se chamou Stone Bunny.
Durante cinco anos de carreira, no início dos anos 70, a banda teve sete gerentes diferentes, incluindo Gordon Fletcher, que já escreveu para revistas como Rolling Stone, Creem e Circus. Os seis restantes foram Steve Lorber, Philip Knudsen, Skip Groff, Bob Fowler, Tim Kidwell e Tom McGuire.
Os membros iniciais foram Bobby Liebling no vocal, Geof O'Keefe na guitarra, Vincent McAllister no baixo e Steve Martin na bateria. Dessa formação, surgiu o single Livin' In a Ram's Head, que se tornou uma música emblemática do Pentagram. Também vieram muitos outros singles, de Stoner rock, e Hard Rock, com influências do Deep Purple, e da banda Sir Lord Baltimore.
Depois de meses de ensaios, John Jennings se junta para incorporar uma segunda guitarra na banda, logo após Steve Martin decidiu sair da banda, pois seu estilo jazz de tocar bateria, não se encaixava no Pentagram, que na época era Hard Rock. Geof O'Keefe então, continuou tocando guitarra sozinho na banda. Nesta formação, tiveram ensaios com sucesso, enquanto mais tarde, Jennings anunciou que não poderia continuar na banda por causa de diferenças de estilo (o Pentagram era mais pesado). Depois de algumas tentativas sem o guitarrista, Vincent McAllister decide testar o instrumento, com uma incrível habilidade. Ao longo dos próximos cinco anos, ele ficou na banda, fazendo seus riffs sombrios e macabros na banda.

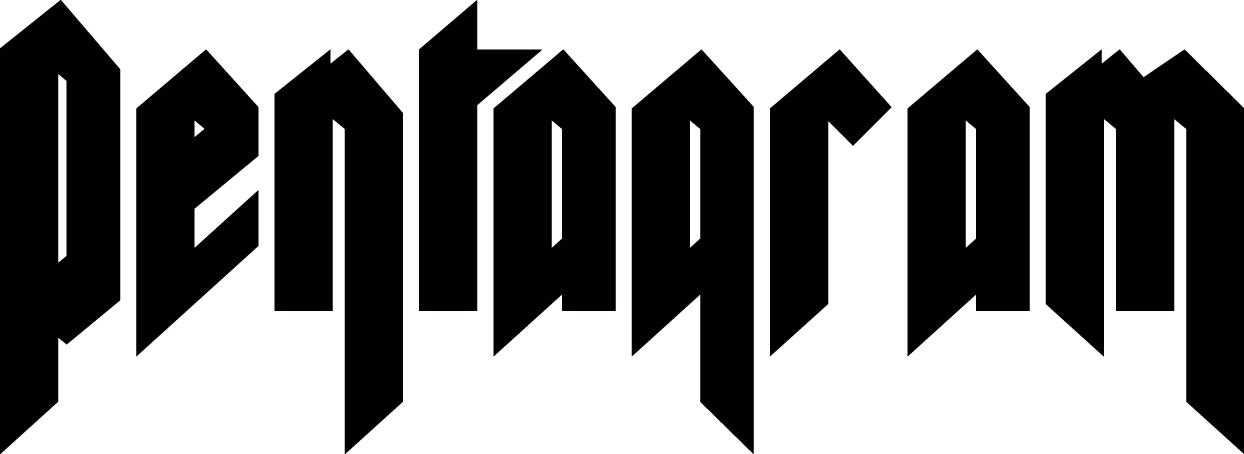
Logotipo do Pentagram

No dia de Natal de 1971, esta formação "clássica" começou a ensaiar, com Bobby Liebling cantando, Vincent McAllister na guitarra, Greg Mayne (ex-Space Meat) tocando baixo, e Geof O'Keefe na bateria. Em meados de 1974, o guitarrista Randy Palmer entrou para o Pentagram, mas deixou em janeiro de 1975 devido a problemas de drogas e mais uma vez o grupo continuou como um quarteto.
Graças as conexões do gerente da banda, Gordon Fletcher, o grupo tinha vários shows a fazer nos anos seguintes, e logo após, um contrato de gravação. Em 29 de abril de 1975, Fletcher convenceu Sandy Pearlman e Murray Krugman (produtores e gestores do lendário Blue Öyster Cult) para vê-los ensaiar. Impressionados com o Pentagram, os dois organizaram uma sessão de demonstração na Columbia Studios em Nova York em setembro. Infelizmente, a sessão foi cancelada após um conflito entre Liebling e Krugman sobre um ponto de produção. O grupo também ensaiava na frente do Gene Simmons e Paul Stanley, da banda de Hard Rock, Kiss, em dezembro de 1975. O grupo teria ficado sem popularidade outra vez.
Em 16 de dezembro de 1975, Bobby Liebling e sua namorada foram presos, levando os membros, a discutir as relações da banda no ano novo, para tomar uma decisão. A decisão tomada, foi para que a banda Pentagram parasse, porque Liebling tinha os direitos autorais do nome Pentagram, e eles não podiam continuar sem ele. No verão de 1976, a banda deu uma segunda chance a Bobby Liebling, no entanto, após o início de uma sessão de gravação no estúdio Undeground Sound, a banda se separou de Liebling novamente, deixando as sessões inacabadas, e as músicas mal remixadas.

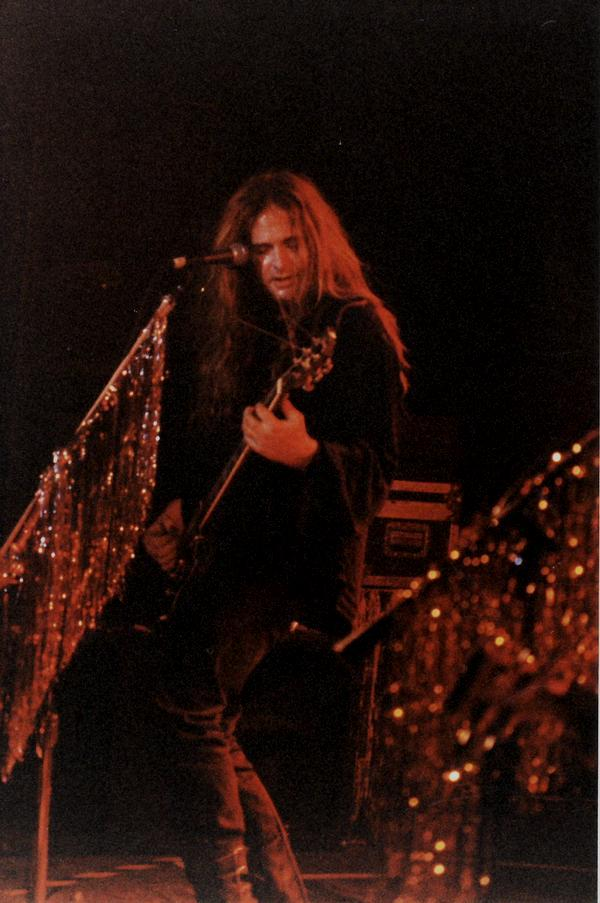
Joe Hasselvander tocando guitarra.

Pentagram lançou um LP de polegadas em 1972, com a banda se chamando Macabre, com duas músicas chamadas Be Forewarned e Lazy Lady. A gravação foi produzida por Phillip Knudsen. Logo depois voltaram ao nome Pentagram.
Em 1985 a banda lançou seu primeiro álbum de estúdio, simplesmente nomeado Pentagram (este disco é, na verdade, a primeira demo-tape que a banda gravou quando eles se chamavam Death Row, chamada "All Your Sins", apenas com uma nova mixagem e ordem de faixas diferente). O álbum auto-intitulado é chamado muitas vezes de Relentless, devido a seu relançamento de 1993, que conta com a mixagem e ordem de faixas original da demo tape de 1981.
O álbum contém uma mistura de músicas novas e músicas dos anos 70, assim como todos os álbuns Pentagram. Depois de gravar seu segundo álbum, Day of Reckoning, a banda se separou mais uma vez, e em 1989 Greg Mayne e Randy Palmer voltaram e Liebling adicionou novos integrantes na banda, Ted Feldman na guitarra e Cook Jon na bateria. A banda estava trabalhando para a gravação do terceiro LP, mas logo após sua primeira apresentação em Maryland, a banda se separou.
Depois de algum tempo, a PeaceVille Records lançou o álbum de compilação de demos, 1972-1979. Esta foi a primeira vez que muitas das músicas dos anos 70 foram liberadas. Em 1994 eles lançaram seu terceiro álbum, Be Forewarned. A banda se separou novamente e surgiu como uma dupla, com Liebling nos vocais e Joe Hasselvander em todos os instrumentos, e gravaram o álbum Review Your Choices. Outro álbum duo foi lançado depois, nomeado Sub-Basement, depois lançaram um bootleg 1972-1979, 1972-1979 (Vol. 2), em 1999 pela PeaceVille Records. Pouco depois de Sub-Basement, Hasselvander saiu da banda, e Liebling logo recrutou o guitarrista Kelly Carmichael, o baixista Adam Heinzmann, eo baterista Mike Smail. A nova formação  gravou o álbum Show 'em How em 2004.
A banda retomou a carreira em 2008 e está voltando ao sucesso, pouco a pouco, graças ao lançamento do álbum Last Rites (2011) pela Metal Blade Records, que inclusive rendeu o álbum ao vivo Live Rites (2011).
Em 2012 lançaram um documentário chamado Last Days Here, que conta a história da banda em 30 anos de estrada, e também das lutas diárias de Bobby Liebling contra a droga crack. Também produziram um álbum ao vivo chamado When the Screams Come em 2015, nome tirado de uma música da banda.
O Pentagram gravou seu mais novo disco, Curious Volume, lançado oficialmente em 28 de agosto de 2015 via Peaceville Records. Sua formação atual é composta por Bobby Liebling, Victor Griffin, Greg Turley e Pete Campbell.

## Bedemon

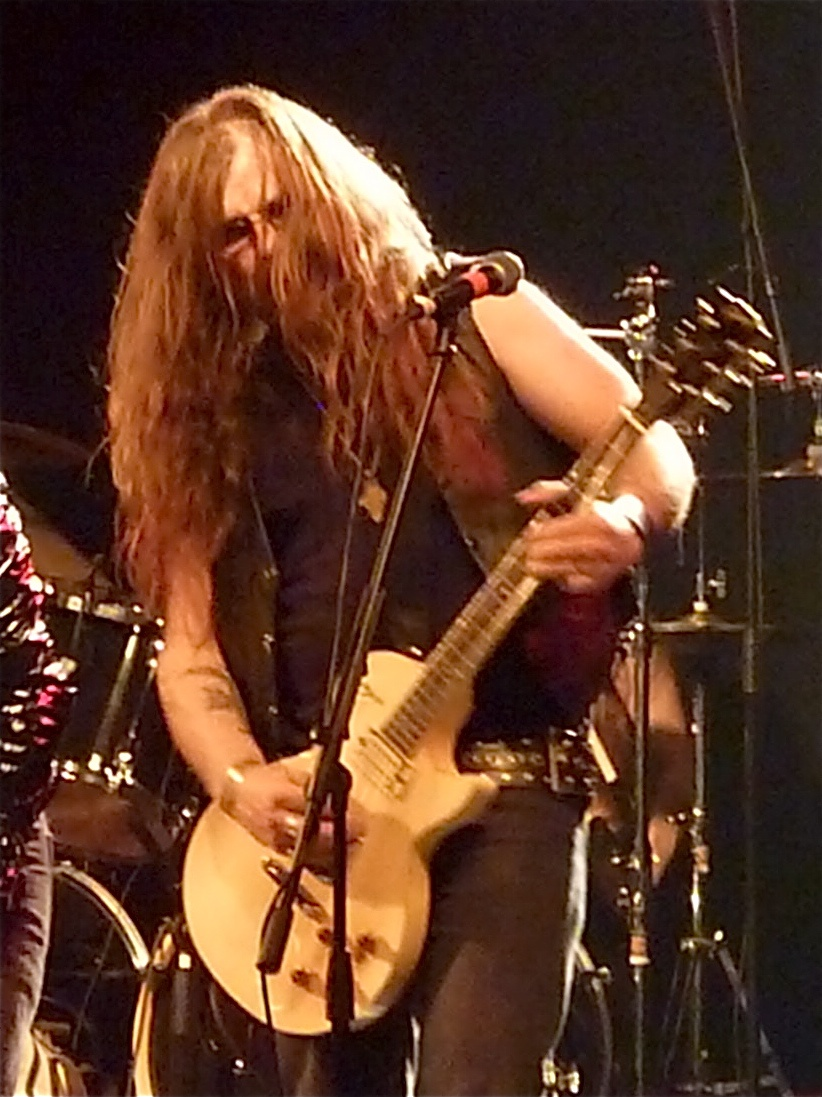
O guitarrista Victor Griffin ao vivo.

Bedemon foi uma ramificação do Pentagram no início dos anos 70. O nome foi escolhido como uma junção de dois nomes sugeridos anteriormente, Demon e Behemoth.  Antes de ingressar no Pentagram, Randy Palmer e seu amigo Mike Matthews, juntamente com Bobby Liebling e Geof O'Keefe (até então membros atuais do Pentagram) se reuniram para gravar algumas das composições de Palmer. A primeira sessão resultou em três canções: "Child of Darkness", "Serpent Venom" e "Frozen Fear". Depois de um curto espaço de tempo o grupo se reuniu novamente e gravaram mais músicas. Quando Palmer entrou oficialmente para o Pentagram, ele trouxe duas faixas com ele, "Starlady" e "Touch the Sky". Após a partida de Palmer no Pentagram, o Bedemon se reuniram em 1979 para gravar mais três músicas: "Time Bomb", "Nighttime Killer "e uma composição não identificada por O'Keefe. Com uma formação diferente (com ex-membro do Pentagram, Greg Mayne no baixo) gravaram "Night of the demon", juntamente com algumas canções mais antigas, em 1986.
Muitas canções das sessões Bedemon foram lançados em vários bootlegs ao longo dos anos, mas nunca foram oficialmente lançados até 2005, quando a gravadora Black Widow lançou o CD, Child of Darkness.
Em 2002, Randy Palmer, Mike Matthews e Geof O'Keefe voltaram para gravar nove canções. Poucos meses depois, Randy Palmer foi morto em um acidente de automóvel trágico. 10 anos mais tarde em 2012, foi lançado Symphony of Shadows, primeiro disco do Bedemon, que conta com as gravações de 2002 (pouco tempo antes de Palmer morrer), com um novo vocalista e baterista.
Atualmente a banda está na ativa, fazendo shows e divulgando seu material antigo e novo, em memória de Randy.
Bedemon também é conhecida por ser a primeira banda americana de Doom Metal, e uma das primeiras do gênero, apesar de terem uma base de fãs mais cult.

## Death Row
Em 1980, o baixista Lee Abney, e o guitarrista Victor Griffin, formaram uma banda de doom metal chamada Death Row. Pouco tempo depois, o baterista Joe Hasselvander se juntou ao grupo, e Bobby Liebling foi chamado nos vocais. A primeira demo-tape da banda, titulada All Your Sins, é o primeiro disco do Pentagram, apenas com uma mixagem e ordem de faixas diferente; Em 1993, o primeiro disco foi relançado com a mixagem e ordem de faixas original da demo-tape, intitulado de Relentless.

## Integrantes

### Formação atual
- Bobby Liebling - vocais (1971-presente)
- Victor Griffin - guitarra (1980–88, 1993–96, 2010–12, 2014-presente)
- Greg Turley - baixo (1995-96, 2010-presente)
- Pete Campbell - bateria (2015–presente)

### Antigos integrantes
- Geof O'Keefe - bateria, guitarra (1971-1976)
- Vincent McAllister - guitarra, baixo (1971-1976; faleceu em 2006)
- Steve Martin - bateria (1971)
- John Jennings - guitarra (1971)
- Greg Mayne - baixo (1971-1976, 1989)
- Randy Palmer - guitarra (1974-1975, 1989; faleceu em  2002)
- Marty Iverson - guitarra (1976)
- John Ossea - bateria (1976-1977)
- Rick Marinari - baixo (1976-1977)
- Vance Bockis - baixo (1977; faleceu em 2012)
- Joe Hasselvander - bateria, baixo, guitarra (1978-79, 1980-84, 1993-02)
- Richard Kueht - guitarra (1978-1979)
- Paul Trowbridge - guitarra (1978-1979)
- Martin Swaney - baixo (1978-79, 1980-87, 1993-95)
- Lee Abney - baixo (1980, 1999)
- Stuart Rose - bateria (1984-1987)
- Ted Feldman - guitarra (1989)
- Jon Cook - bateria (1989)
- Gary Isom - bateria (1995-1996, 2008-2012)
- Ned Malone - baixo (1996)
- Greg Reeder - guitarra (1996)
- Dale Russell - bateria (1999)
- Kelly Carmichael - guitarra (2003-2005)
- Adam Heinzmann - baixo (2003-2005)
- Mike Smail - bateria (2003-2005)
- Mark Ammen - baixo (2008-2010)
- Kayt Vigil - baixo (2008)
- Russ Strahan - guitarra (2008-2010)
- Johnny "Wretched" Koutsioukis - guitarra (2010)
- Albert Born - bateria (2011)
- Tim Tomaselli - bateria (2011-2012)
- Matt Goldsborough - guitarra (2013-2014)
- Sean Saley - bateria (2012–2015)

### Linha do tempo
Deve-se notar que várias das pessoas listadas acima não eram membros permanentes, alguns tendo tocado em uma canção no estúdio ou em uma demonstração como músicos contratados. Alguns nem tocaram em shows ou ficaram muito pouco tempo no grupo.

## Discografia
| - 1985 - Pentagram (depois relançado sob o nome Relentless) - 1987 - Day of Reckoning - 1994 - Be Forewarned - 1999 - Review Your Choices - 2001 - Sub-Basement - 2004 - Show 'em How - 2011 - Last Rites - 2015 - Curious Volume - 2003 - A Keg Full of Dynamite - 2011 - Live Rites - 1972 - "Be Forewarned" / "Lazy Lady" 7" - 1973 - "Hurricane" / "Earth Flight" 7" - 1973 - "Under My Thumb" / "When the Screams Come" 7" - 1979 - "Livin' in a Ram's Head" / "When the Screams Come" 7" - 1993 - "Relentless" / "Day of Reckoning" 7" | - 2011 - When The Screams Come (Metal Blade Records) - 2011 - Last Days Here (MPI Media Group) - 1993 - Relentless (Reedição do álbum de 85) - 1993 - Day of Reckoning - 1993 - 1972-1979 - 1996 - Relentless/Day of Reckoning - 1998 - Human Hurricane - 1999 - 1972-1979 (Vol. 2) - 2001 - First Daze Here (The Vintage Collection) - 2002 - Turn to Stone - 2005 - Relentless DigiCD - 2005 - Day of Reckoning DigiCD - 2005 - Be Forewarned DigiCD - 2006 - First Daze Here Too - 2013 - Change of Heart EP (demos de 1999) |

## Discografia do Bedemon
- 1973 - Child of Darkness
- 2000 - Invocation to Doom : Child of Darkness II
- 2005 - Child of Darkness: From the Original Master Tapes (Coletânea)
- 2012 - Son Of Darkness (álbum de estúdio, gravado em 2002)

## Discografia do Death Row
- 1982 - All Your Sins (demo)
- 1983 - Whore (demo)
- 2000 - Death Is Alive: 1981-1985 (Coletânea, gravado entre 1981 e 1985)
- 2009 - Alive in Death (Coletânea, gravado entre 1982 e 1983, incluindo covers instrumentais do Black Sabbath)